# Myllenyxis relativa
Myllenyxis relativa là một loài tò vò trong họ Ichneumonidae.